# Bojak, Kărdjali
Bojak (în bulgară Божак) este un sat în comuna Kărdjali, regiunea Kărdjali,  Bulgaria. 

## Demografie
Componența etnică a satului Bojak
     Nicio identificare (100%)
     Altele (0%)
La recensământul din 2011, populația satului Bojak era de 37 locuitori. . Pentru 100,0% din locuitori nu este cunoscută apartenența etnică.